# Котласія
Котла́сія (Kotlassia) — рід вимерлих примітивних тварин. За старими класифікаціями відносився до класу земноводних, проте не формує клади із сучасними представниками класу, до якої не входило б й інших організмів.
Рештки котласії знайдено у верхньопермських відкладах Північної Двіни поблизу міста Котласа (звідки й назва).

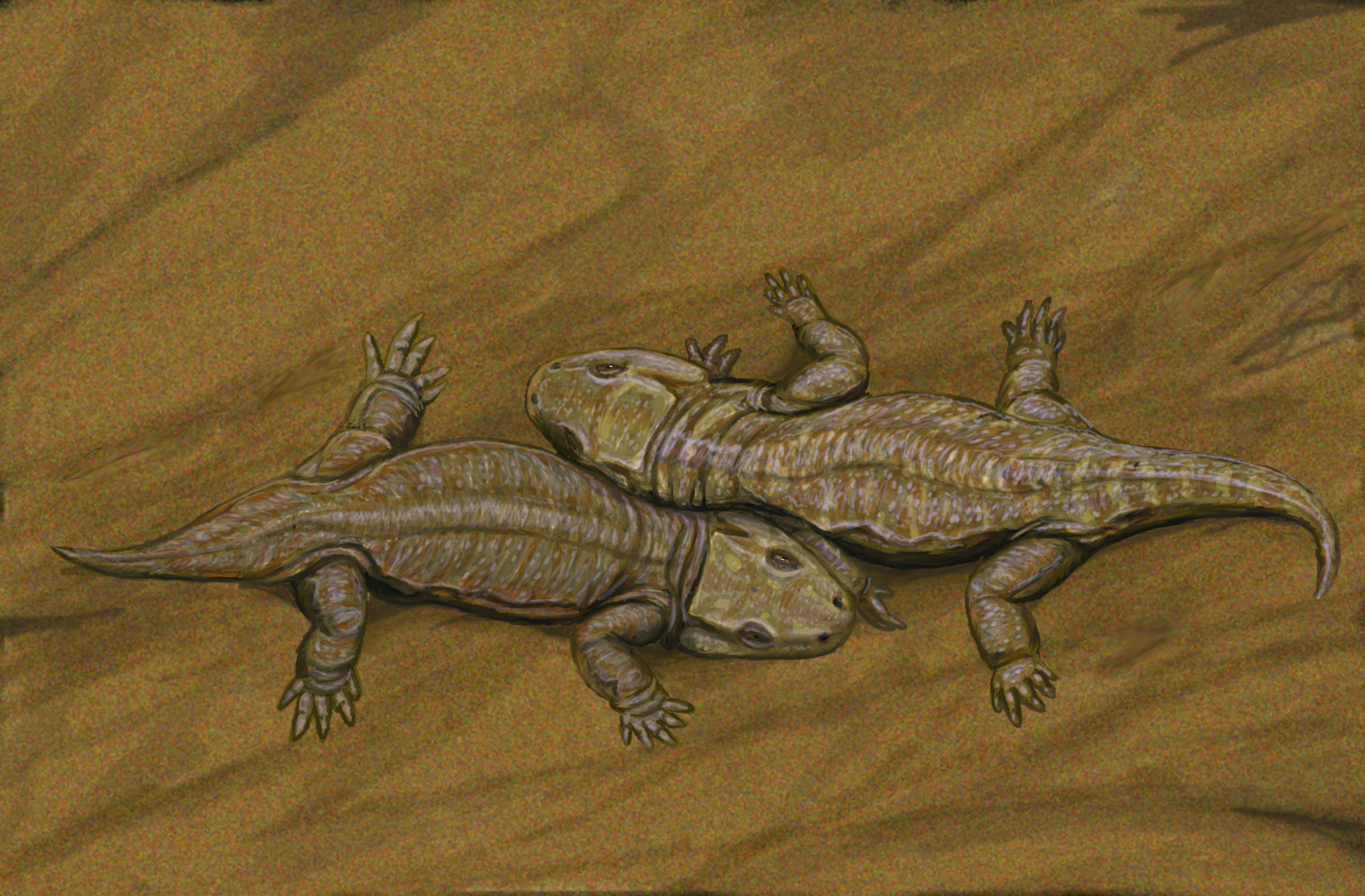
Seymouria sanjuanensis з ранньої пермі Тамбахуала

Котласії досягали 1,25 м завдовжки, в будові черепа, зубів і всього скелета мали ще чимало ознак лабіринтодонтів.
Вважають, що котласії живилися переважно рибою.
Котласії — одна з яскраво виражених перехідних форм від земноводних до наземних хребетних — плазунів.
Єфремовим (1946) Kotlassia спільно з Seymouria, Lanthanosuchus виділена в клас Batrachosauria, що є перехідною групою від земноводних до гадів.

## Джерело
- Українська радянська енциклопедія : у 12 т. / гол. ред. М. П. Бажан ; редкол.: О. К. Антонов та ін. — 2-ге вид. — К. : Головна редакція УРЕ, 1974–1985., Том 5., К., 1980, стор 455